# Humo Masters
Humo Masters — пригласительный снукерный турнир, проходивший в 1990-х годах в Бельгии.
Этот турнир проводился и ранее, но был малозначимым соревнованием, в котором принимали участие только местные любители. С начала 90-х Humo Masters стал частью Мировой Серии под руководством Бэрри Хирна, и в нём стали играть многие известные профессионалы, такие, как Джимми Уайт, Джон Пэррот и Джеймс Уоттана. Также в турнире участвовал и Ронни О'Салливан, который в то время ещё только начинал свою карьеру. Как и многие другие соревнования Мировой Серии, Humo Masters не входил в официальный календарь мэйн-тура.
Турнир спонсировала компания Humo; в частности, поэтому соревнование носило одноимённую приставку.

## Победители
| Место проведения | Сезон   | Чемпион        | Финалист    | Счёт | Приз победителю |
| ---------------- | ------- | -------------- | ----------- | ---- | --------------- |
| Антверпен        | 1990/91 | Джон Пэррот    | Джимми Уайт | 9:6  | £ 30 000        |
| Антверпен        | 1991/92 | Майк Халлетт   | Нил Фудс    | 9:7  | £ 30 000        |
| Антверпен        | 1992/93 | Джеймс Уоттана | Джон Пэррот | 10:5 | £ 15 000        |